# レースドライバーシリーズ
レースドライバー（RACE DRIVER）シリーズは、英国のコードマスターズがPCおよび家庭用ゲーム機向けに開発・発売しているレーシングシミュレータシリーズである。PS等で発売されていたTOCA Touring Car Championshipシリーズの後継作品。日本ではTOCA RACE DRIVER 2,3をインターチャネル・ホロンが、GRIDはコードマスターズの日本法人がローカライズ版を販売する。

## 概要
ツーリングカー、オープンホイールからオフロードまで、非常に多くのレーススタイルを同時収録。車種・コースのほか、DTMやフォーミュラ・フォードといった選手権も多数実名で登場する。プリレンダムービーを存分に盛り込んだストーリー仕立てのキャリアモードも特徴的。車体へのダメージ表現をいち早く盛り込んだことでも知られている。

## シリーズ作品
TOCA RACE DRIVER
レースドライバーシリーズ1作目。車体の破損表現を搭載し、実在の車種とサーキットを収録してPC向けに発売。日本では未発売。
TOCA Race Driver 2：Ultimate Racing Simulator
新挙動モードPro Simを搭載し、リアルレーシングシミュレータとして登場。多様な選手権を収録。PC、PS2、Xbox、PSPで発売。Xbox版は日本未発売。
TOCA RACE DRIVER 3
ゲームエンジンがリファインされ、エンジンブローやタイヤバーストなどの要素が追加。F1、IRLの一部車種も実名で収録。PC、PS2、Xboxでリリース。Xbox版は日本未発売。なお、PSPで発売された『TOCA RACE DRIVER 3 CHALLENGE』(日本未発売)は「3」とナンバリングされてはいるが、『2』がベースの別作品である。
Race Driver Create and Race
3作目をベースにニンテンドーDS向けにリファイン。その名の通り、サーキット作成モードがある。
RACE DRIVER：GRID
PC、PS3、Xbox 360向けに2008年発売。日本を含む市街地コースやドリフトバトルが追加。レース中に任意のシーンに戻れる「フラッシュバック」などの新機能が搭載。挙動も含め、シミュレータ色は薄くなった。
RACE DRIVER GRID 2
PC、PS3、Xbox 360向けに2013年発売。
GRID Autosport
PC、PS3、Xbox 360向けに2014年発売。後にOS X版とLinux版が2015年に、iOS版が2017年に、Android版とNintendo Switch版が2019年に発売された。
GRID
PC、PS4、Xbox One向けに2019年発売。
GRID Legends
PC、PS4、PS5、Xbox One、Xbox Series X/S向けに2022年2月発売。今作よりコードマスターズを買収したエレクトロニック・アーツが販売を担当する。